# زرپوش‌ها
زرپوش‌ها یا خاردارزی‌ها (نام علمی: Spindalis) سردهای دارای چهار گونه پرنده غیرمهاجر است. این تنها سرده از خانواده Spindalidae است. این گونه بیشتر بومی هند غربی است. استثناها شامل جمعیت زرپوش‌های غربی در جزیره کوزومل، در سواحل شرقی شبه جزیره یوکاتان، و در منتهی الیه جنوب شرقی فلوریدا است. این گونه‌ها به‌طور سنتی اعضای ناهنجار تیرهٔ فرخندگان (Thraupidae) در نظر گرفته می‌شدند. مطالعات آرایه‌شناسی آنها را به عنوان یک گروه خواهر به Tanager پورتوریکویی (تیرهٔ Nesospingidae) و برخی از گروه‌های Spindalidae و Nesospingidae در فرخنده‌های هیسپانیولا (Phaenicophilidae) بازیابی می‌کند.
نرها با پرهای درخشان مشخص می‌شوند، در حالی که ماده‌ها کدرتر هستند و رنگ متفاوتی دارند. لانه‌ها فنجان‌مانند هستند. 
این جنس دارای چهار گونه است: